# روگوو (شهرستان سوکوووف)
روگوو (به لهستانی:  Rogów) یک روستا در لهستان است که در گمینا رپکی واقع شده‌است.